# Cornelius van Hoey
Cornelius van Hoey, auch Cornelis van Hoey (* 2. Februar 1717 in Den Haag; † 17. August 1803 ebenda) war ein niederländischer Mediziner, der in der zweiten Hälfte des 18. Jahrhunderts in Den Haag ein auch international beachtetes Naturalienkabinett aufbaute.

## Leben
Cornelius van Hoey war ein Sohn von Jan van Hoey und dessen Ehefrau Maria Margaretha Leemans. Cornelius van Hoey studierte an der Universität Leiden Medizin, promovierte in Leiden am 4. April 1741 unter dem Rektor Johann Conrad Rücker mit seiner Dissertation De phthisi vera sive pulmonali und wirkte später als Arzt in Den Haag. Sein im Lauf der Zeit angelegtes Naturalienkabinett mit Mineralien, Fossilien und tierischen und pflanzlichen Präparaten, das sogenannte Kabinet van Natuurlijke Zeldzaamheden, wurde unter anderem auch vom norwegischen Forschungsreisenden Jakob Jonas Björnståhl gewürdigt. Er war von 1744 bis 1786 Mitglied der Vroedschap von Den Haag.
Am 30. Juli 1790 wurde Cornelius van Hoey unter der Präsidentschaft des Mediziners Heinrich Friedrich Delius mit dem akademischen Beinamen Oribasius unter der Matrikel-Nr. 916 als Mitglied in die Kaiserliche Leopoldino-Carolinische Akademie der Naturforscher aufgenommen.
Er war ab 1744 verheiratet mit Anna de Sterke (1721–1769) und nach deren Tod später ab 1779 mit Susanna Sophia Velse (1729–1820).

## Schriften
- Cornelius van Hoey: Dissertatio medica inauguralis de phthisi vera sive pulmonali. Apud Philippum Bonk, Lugduni Batavorum 1741 (books,google)